# Edoardo Ferrari Fontana
Edoardo Ferrari-Fontana (Roma, 8 luglio 1878 – Toronto, 4 luglio 1936) è stato un tenore italiano.

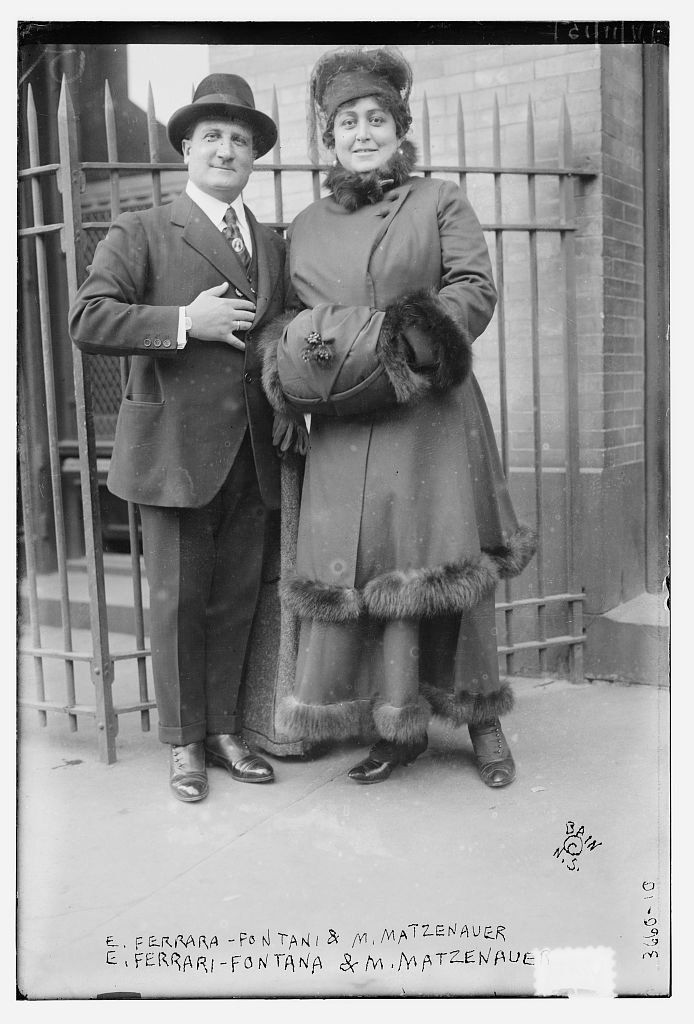
Edoardo Ferrari-Fontana e Margarete Matzenauer in 1915, Metropolitan Opera

Il tenore Edoardo (o Eduardo) Ferrari-Fontana studiò medicina e aprì un consultorio a Montevideo.
Debuttò nel repertorio leggero e d'operetta come baritono in Sudamerica e poi in Italia.
Debuttò invece come tenore nel Tristan und Isolde di Wagner a Torino nel 1910 a Torino, interpretando il ruolo del protagonista.
Cantò in molti dei maggiori teatri europei, incluso l'Opéra di Parigi, il Teatro alla Scala di Milano (nel 1909 nel Boris Godunov con Fjodor Shaljapin, e la prima assoluta dell'opera di Italo Montemezzi L'amore dei tre re), Barcellona, Madrid e ancora in Sudamerica.
Nel 1910 interpretò il ruolo del protagonista nell'opera di Wagner Tannhäuser, a fianco dei celebri baritoni Riccardo Stracciari e poi Giuseppe De Luca, al Teatro Comunale di Bologna, che lo vedrà ancora primo interprete sempre nel 1910 in Norma di Bellini con Ester Mazzoleni e nel 1912 in Tristan und Isolde di Wagner.
Nel 1912 sposa a New York Margarete Matzenauer con la quale ebbe una figlia nel 1914.
Cantò anche alla Metropolitan Opera di New York L'amore dei tre Re di Montemezzi, opera in prima esecuzione americana.
Si trasferì definitivamente poi in Canada, a Toronto, dove aprì un'importante scuola di canto lirico, riconosciuta anche istituzionalmente. Insegnò per molti anni ed ebbe modo di formare più generazioni di cantanti.
Morì a Toronto nel 1936.
Le sue incisioni note riguardano il repertorio di lirico spinto (Cavalleria rusticana, Tosca, Otello) e l'opera di Ermanno Wolf-Ferrari I gioielli della Madonna, le cui arie furono incise su dischi Columbia, in più riprese, dal 1914.
Incise anche l'Inno di Garibaldi (una delle primissime incisioni di questo brano).